# Калькаренит
Калькаренит — разновидность известняка, состоящий более чем на 50 % из песка с размером зерен от 0,0625 до 2 мм в диаметре.
Зерна представляют собой дезинтегрированные фрагменты биогенного происхождения (кораллы, ракушки, оолиты), а также интракласты, гранулы, фрагменты отложившихся ранее известняков и доломитов, других карбонатных зерен, или их комбинации. Калькаренит-карбонат является эквивалентом терригенного песчаника.
Термин калькарент был первоначально предложен в 1903 году Грабау как часть его классификации, согласно которой выделяются кальклютиты (сложенные зернами размером < 0,0625 мм), калькарениты и калькрудиты (сложенные зернами размером >2 мм). Калькарениты могут накапливаться разнообразных гидродинамических обстановках, как морских, так и пресноводных. Они могут состоять из карбонатного материала формирующего, как песчаные дюны (эолианиты), пляжи, морские бары и отмели, турбидитовые последовательности, или другие осадочные тела другой природы.
Полевые наблюдения уплотненных кальциевых калькарененитов подтвердили, что укрупненный калькарененит обладает значительной прочностью и приведенные значения нагрузки до 50 МПа, вероятно, будут правильными. Мелкозернистый калькаренит значительно более хрупкий и активно выветривается субаэральными процессами выветривания.